# Иваки, Кэй
Кэй Иваки (яп. 岩城 けい Иваки Кэй, род. 1971) — японская писательница.

## Биография
Родилась в Осаке. После окончания университета переехала в Австралию. В Новом Южном Уэльсе получила второе высшее образование, окончив South West Institute of TAFE (SW TAFE) по специальности изобразительное искусство. В дальнейшем работала страховым агентом, репетитором по японскому языку и др. Там же в Австралии вступила в брак с другим японцем. Продолжает жить в Австраии, в штате Виктория.
В литературе дебютировала в 2013 году с повестью «Прощай, мой апельсин», которая была удостоена премий Осаму Дадзая (2013) и Кэндзабуро Оэ (2014). Также произведение вошло в шортлист премии Акутагавы (2013).